# Ка (буква старомонгольского алфавита)
Хэргэни кха — буква маньчжурской письменности, по определению И.И.Захарова обозначает придыхательный гортанный «К». Буква используется в основном в словах иностранного происхождения. В силлобарии Чжуван чжувэ есть только два открытых слога с этой буквой Кха и Кхо. 
- Кха
- Кхо